# 圖拉羅薩 (新墨西哥州)
圖拉羅薩（英語：Tularosa）是位於美國新墨西哥州奧特羅縣的村。

## 人口
根據2020年美國人口普查的數據，圖拉羅薩的面積為7.30平方千米，皆為陸地。當地共有人口2553人，而人口密度為每平方千米350人。